# بلریو-اسپاد اس.۸۱
بلریو-اسپاد اس. ۸۱ (به انگلیسی: Blériot-SPAD_S.81) یک هواگرد ملخ‌پیشین تک‌موتوره از نوع جنگنده ساخت شرکت Blériot است. هواگرد بلریو-اسپاد اس. ۸۱ نخستین پروازش را در ۱۳ مارس ۱۹۲۳ میلادی انجام داد. در مجموع، تعداد ۸۵ فروند از این هواگرد ساخته شده‌است.
طراح این هواگرد، André Herbemont بود.